# 이승연 (1861년)
이승연(李昇淵, 1861년 10월 4일 ~ 1933년 3월 26일)은 대한제국 독립운동가이다.

## 생애

### 일생
경상도 칠곡(漆谷)에서 출생하였으며 아호(雅號)도 칠곡(漆谷)인 그는 1913년 7월, 만주에 설치된 신흥무관학교의 경비조달을 위해 국내에 온 박경종(朴慶鍾)과 함께 경상북도 일원에서 군자금 모집활동을 전개하였으며 1914년 9월에도 만주에서 군자금 모집을 위해 온 황종언(黃鍾彦)·이형국(李衡國) 등과 20만원을 목표로 활동하다가 1915년 2월 체포되어 동년 9월 20일 경성지방법원에서 실형을 언도받고 옥고를 치렀으며 1919년에는 유림의 프랑스 파리 장서 운동을 적극 지원하였다. 그 후 1930년 11월부터 1931년 12월까지 한국독립당 고문 겸 당무위원 직위를 잠시 지냈다.

## 사후
대한민국 정부에서는 고인의 공훈을 기리고자 1982년 3월 1일을 기하여 대통령 표창장을, 1990년 3월 1일을 기하여 건국훈장 애족장을 각각 추서하였다.